# Katastrofa lotu South Airlines 8971
Katastrofa lotu South Airlines 8971 wydarzyła się 13 lutego 2013 roku, w godzinach wieczornych. W katastrofie samolotu zginęło 5 osób, a 12 zostało rannych.
Wypadkowi uległa dwusilnikowa maszyna Antonow An-24RV - swój pierwszy lot wykonała w 1973 roku. Ostatnie badania techniczne nie wykazały żadnych problemów z samolotem. An-24 wykonał lot czarterowy z Odessy do Doniecka, a na jego pokładzie znajdowały się 52 osoby - 44 pasażerów (wśród których znaleźli się kibice, którzy zamierzali obejrzeć mecz 1/8 finału pomiędzy drużynami Szachtar Donieck i Borussia Dortmund) oraz 8-osobowa załoga. Samolot lądował podczas panujących złych warunków atmosferycznych, głównie z powodu gęstej mgły. Ograniczona widoczność powstała wskutek mgły sprawiła, iż samolot spadł z pasa startowego, po czym przewrócił się i rozpadł. Śmierć poniosło 5 osób - 3 członków załogi oraz 2 pasażerów. 
Konsekwencją katastrofy stał się zakaz odprawiania dalszych lotów przez linie lotnicze South Airlines, do których należała maszyna biorąca udział w wypadku. Natomiast mecz piłkarski Szachtar Donieck-Borussia Dortmund, który odbył się tego samego dnia co katastrofa samolotu, poprzedzono chwilą ciszy.